# Aptesis hannibal
Aptesis hannibal är en stekelart som först beskrevs av Smits van Burgst 1913.  Aptesis hannibal ingår i släktet Aptesis och familjen brokparasitsteklar. Inga underarter finns listade.